# Tofterup
Tofterup – miasto w Danii, w regionie Dania Południowa, w gminie Varde.